# معركة جوسا (1539)
كانت معركة جوسا معركة عسكرية بارزة بين سلطان مغول الهند همايون وأمير الحرب الأفغاني شير شاه سوري. تم القتال في 26 يونيو 1539 في جوسا، على بعد 10 أميال جنوب غرب بوكسار في ولاية بيهار الهندية الحديثة. ساعد شير شاه سوري من قبل حلفائه، راجبوت الأوجاينيا من بوجبور الذين قادهم القائد، جاجباتي أوجاينيا.  هرب همايون من ساحة المعركة لإنقاذ حياته. انتصر شير شاه وتوج نفسه بلقب فريد الدين شير شاه.  

## أنظر أيضا
- معركة سرهند (1555)